# Djibouti (stad)

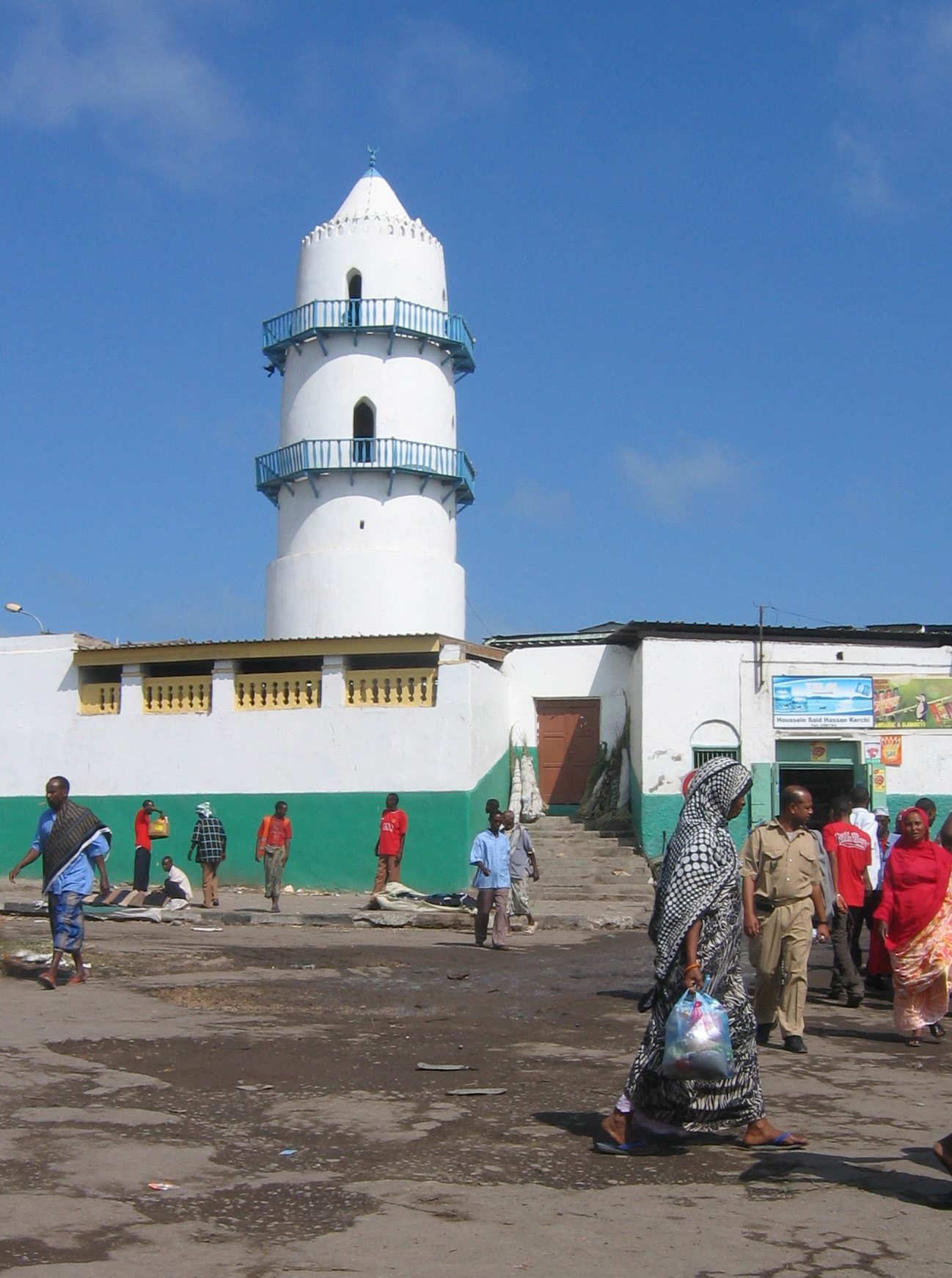
Moské vid marknadsplatsen i Djibouti.

Djibouti (arabiska: مدينة جيبوتي, franska: Ville de Djibouti, somaliska: Magaalada Jabuuti, afar: Magaala Gabuuti) är huvudstad och största stad i staten med samma namn, Djibouti. Staden hade 776 966 invånare vid folkräkningen år 2024. Den utgör landets ekonomiska, politiska och kulturella centrum. Djibouti ligger på en udde på södra sidan av Tadjouraviken, vilken utgör en större inbuktning av Adenviken.

## Historia
Djibouti grundades som en hamn av fransmännen 1888, och blev huvudstad i Franska Somaliland 1892. Den utvecklades snabbt, tack vare det fördelaktiga läget på vägen mellan Frankrike och dess kolonier i Sydostasien och Madagaskar samt närheten till det rika Östafrika, och 1907 hade den redan 15 000 invånare. Kort efter utnämnandet till huvudstad påbörjades arbetet med anläggandet av en järnväg till Addis Abeba, vilket stod klar 1917. Sedan 1977 är staden huvudstad i staten Djibouti.

## Ekonomi
Djibouti är en viktig hamnstad och har stora anläggningar för bunkring och förnödenheter. Staden är en frihamn sedan 1949. Stadens ekonomi är beroende av transithandeln till och från Etiopien, via järnvägen till Addis Abeba.

## Transport
Nordväst om centrum ligger hamnen, som används för internationell handel, fiske, och färjor till Obock och Tadjoura. Från Djibouti går tåg till Addis Abebas centralstation. En ny elektrifierad järnväg mellan städerna invigdes 2018. Staden har även en internationell flygplats, Ambouli.